# Iglesia de San Juan Bautista (Puntallana)
La iglesia de San Juan Bautista, se encuentra situada en el casco histórico del de Puntallana en la isla de La Palma (Canarias, España. Es uno de los primeros templos de La Palma, con su origen en el siglo XVI, siendo nombrada parroquia en los sinodales de 1514-1515 por el Obispo D. Fernando Vázquez de Arce. En su interior destaca el impresionante retablo mayor barroco del siglo XVIII y la figura de Santiago Apóstol, la más antigua estatua ecuestre del Patrón de España en Canarias.

## Arquitectura
El inmueble es un edificio de planta de cruz latina con sendas sacristías ubicadas tras el crucero que comunican con el presbiterio, de testero plano. Los brazos están constituidos por dos capillas laterales abiertas ambas hacia el antepresbiterio. El buque del templo, lo integra una sola nave de 22x8 metros. Cada una de las partes descritas, tiene su correspondiente artesonado: uno de par e hilera con cinco tirantes de vigas dobles decoradas con lacería mudéjar en el buque de la nave, dos de cuatro faldones en la capilla, y por último dos ochavadas, una en el presbiterio y otra en el crucero. Estas dos últimas con una bella decoración de perillones y ornamentación curvilínea en el harneruelo. 

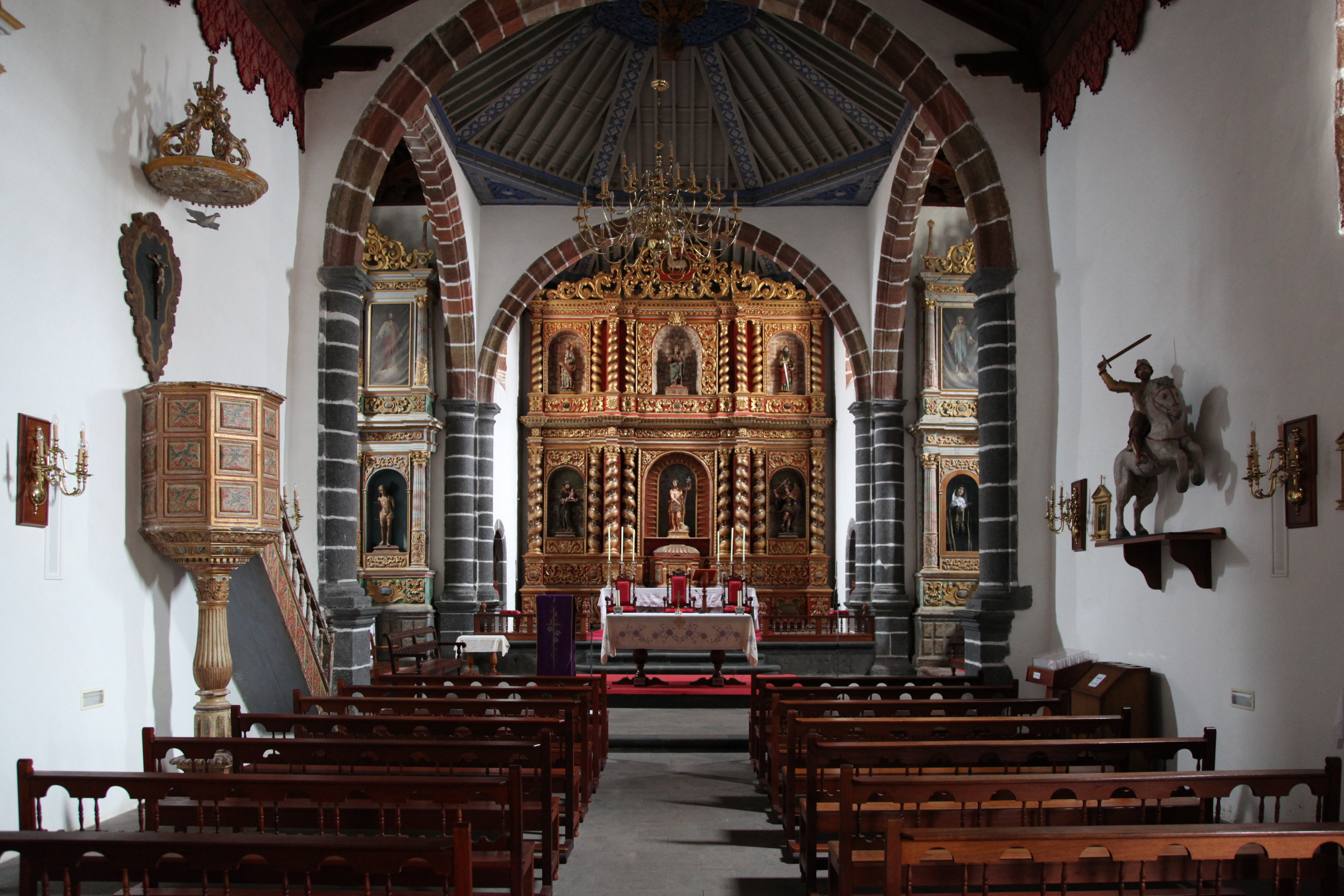
Interior de la Iglesia de San Juan Bautista

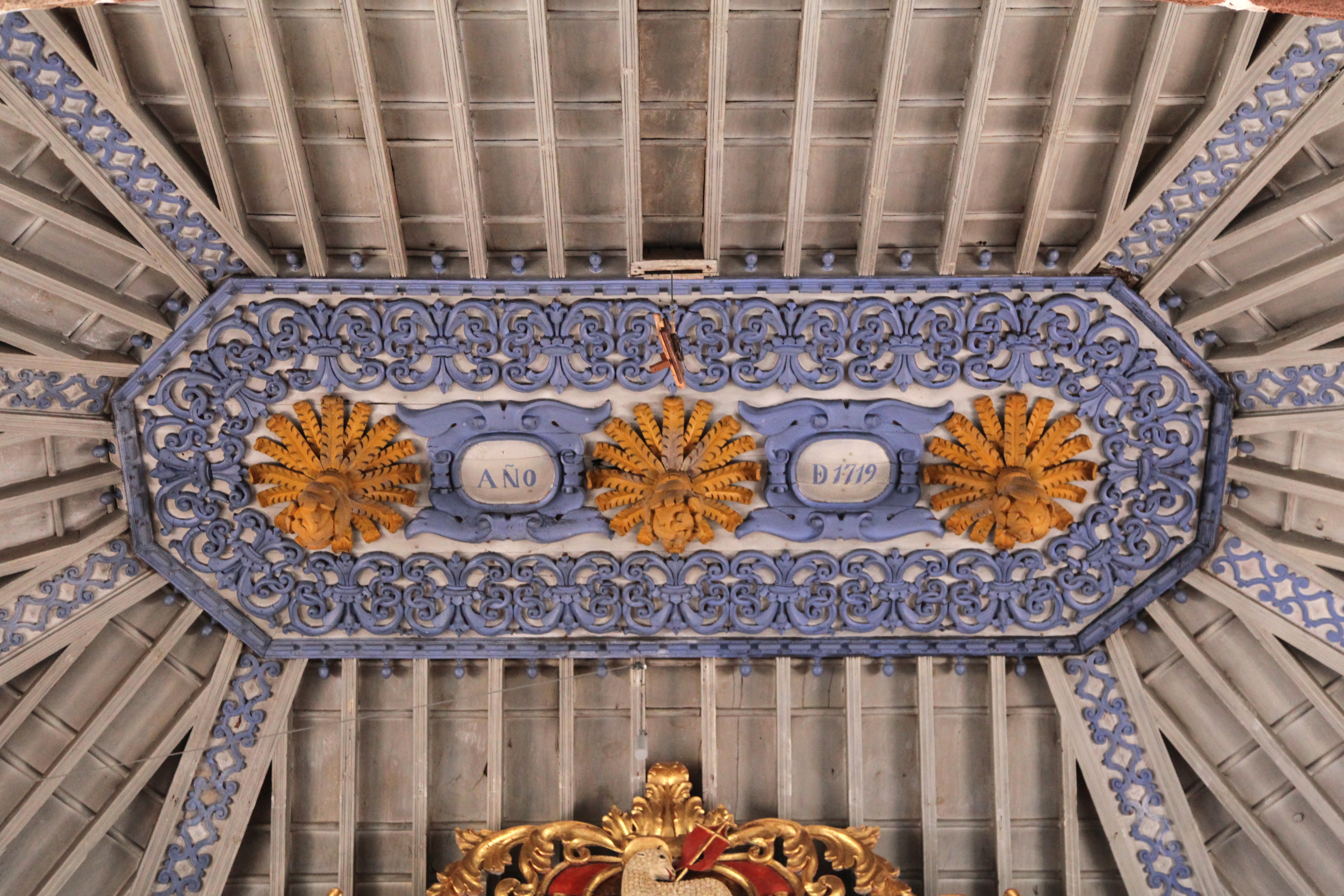
Decoración en el harneruelo

Los arcos torales del crucero son de medio punto, realizadas en cantería roja, que apean sobre pilares de basalto negro, con medias columnas adosadas de orden toscano. Tras el arco principal, se alza el imponente retablo mayor del siglo XVIII, uno de los mejores ejemplos del barroco canario. El retablo se divide en dos cuerpos con un total de seis hornacinas flanqueadas por columnas salomónicas, triples en su calle central. En el nicho principal encontramos al Santo Patrón San Juan Bautista, con San Miguel y San Antonio de Padua a ambos lados, las dos facturas sevillanas de Benito de Hita y Castillo del siglo XVIII. En la parte superior central, la imagen de Nuestra Señora de Candelaria (siglo XVI), flanqueada por los apóstoles San Pedro y San Pablo, obra de artífices palmeros de influencia Montesina del XVI.
La efigie de San Juan Bautista, según consta en el Libro de Actas del 11 de septiembre de 1904, fue "adquirida en Valencia, de la clase superior extra y donada a nuestra parroquia por el hijo de este pueblo Don Antonio Ibarria Guerra y su señora esposa Doña Fermina Valdéz, natural de La Barrilla del Encomendador (Cuba), [...] el cual con motivo de la conducción al templo parroquial de dichas imágenes ha hecho y organizado en el día de hoy la mejor procesión que se recuerda haber visto en este lugar, con asistencia del clero, autoridades, hermandades y niños". Anteriormente, se contaba con una imagen de la misma advocación inventariada en 1526. Se trata de una talla polícroma, la cual tiene escrita un Agnus Dei en la mano y sostiene un cordero. 

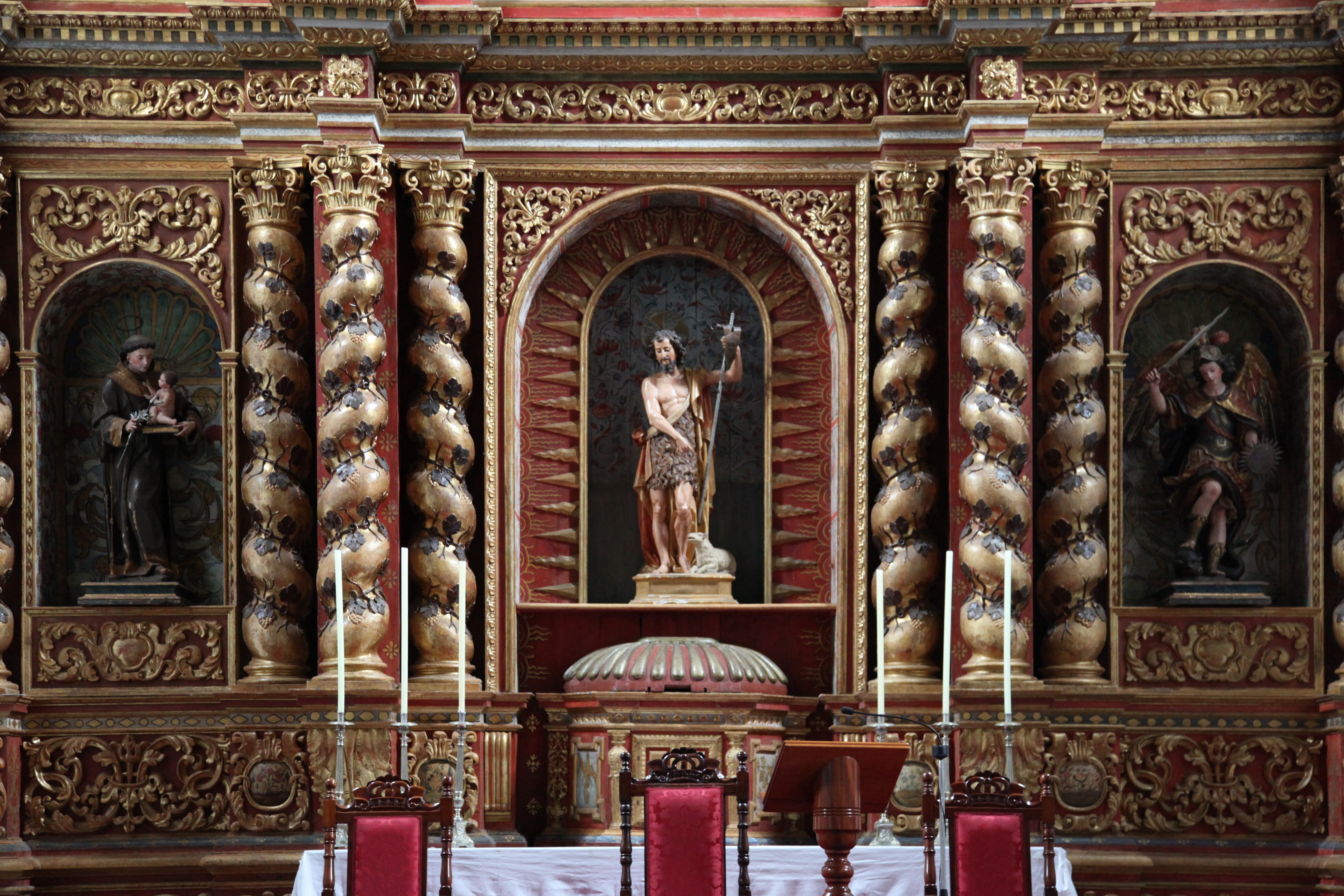
Detalle del Retablo Mayor

Entre 1717 y 1730 la parroquia fue reedificada debido a que se encontraba en un grave estado de precariedad. Melchor Pérez Calderón, afincado en La Habana pero natural del municipio, dedico una generosa cantidad que permitió añadir las dos capillas colaterales, conformando la planta de cruz latina, así como los arcos y las techumbres mudéjares. La preciosa ornamentación interior corrió a cargo de Bernabé Fernández, el mejor carpintero y ensamblador de la época,. Gracias a él tenemos estos tres fantásticos retablos que conforman uno de los conjuntos barrocos más importantes de Canarias. 
En el interior del templo también cabe destacar el pavimento es de losas hidráulicas, dispuestas de tal forma que generan estrellas de ocho puntas como elemento decorativo, el coro de madera policromada que cierra la parte posterior, la pila bautismal de cerámica vidriada sevillana del siglo XVI y la figura de Santiago Apóstol, la más antigua estatua ecuestre del Patrón de España en Canarias, inventariada en 1574 y procedente de la Iglesia Matriz de El Salvador (Santa Cruz de La Palma) en la capital.

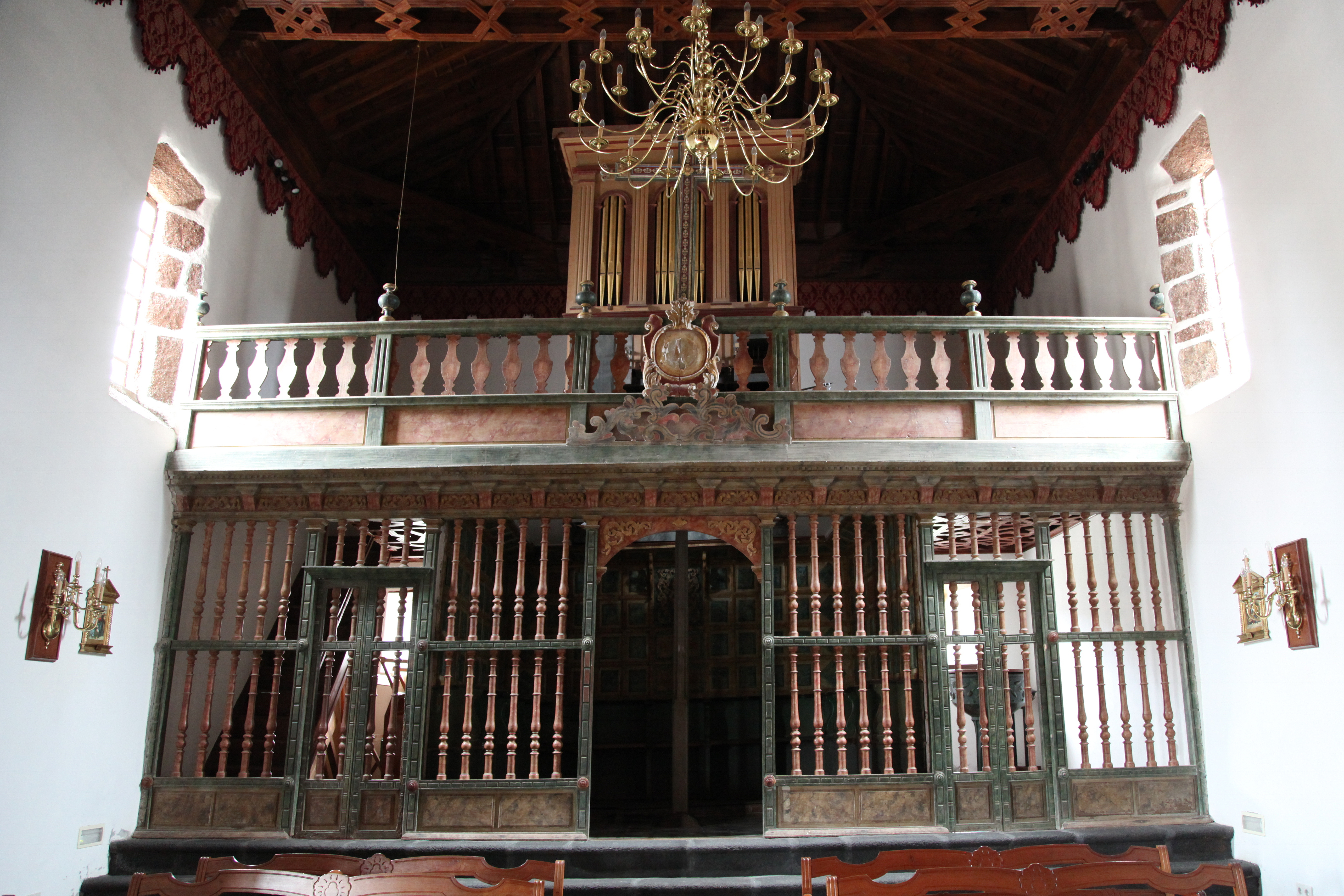
Coro posterior

Ya en el exterior, la fachada se resuelve con un cuerpo vertical de cantería que remata en una espadaña de tres ojos, bajo la cual se dispone el tradicional balcón de madera. Los muros perimetrales, están enjalbegados exceptuando los sillares esquineros, así como los marcos de puertas y ventanas, en los que queda la cantería vista. Algunas partes del exterior también cuentan con esgrafiados similares a los de la Iglesia de Nuestra Señora de Bonanza. Las puertas de acceso se sitúan en los costados de la nave y están constituidos por arcos de medio punto e impostas molduradas.